# 99 (số)
99 (chín mươi chín) là một số tự nhiên ngay sau 98 và ngay trước 100.